# الإسلام في قراتشاي - تشيركيسيا
وصلهم الإسلام في القرن الثاني الهجري أثناء فتح العرب لأرمنيا وبلاد الخزر وحكم المنطقة التتار ، والفرس ،والأتراك العثمانيون.

## حرب القياصرة الروس
استولى قياصرة روسيا عليها في القرن التاسع عشر وأمام قسوة القياصرة هُجِّر الشركس من موطنهم إجباريا إلى مناطق أخرى ،ويوجد 127,000 ألف شركسي في جمهورية أبخازيا ، 116 ألف شركسي في إقليم الأديغيا ، 329 ألف شركسي في قبردينو - بلقاريا ، هذا بالإضافة إلى 47 ألف في قرتشاي.

## من بقي من الشركس
وهؤلاء هم من بقي من الشركس في الاتحاد السوفياتي، ويوجد في الخارج عدد كبير منهم، فقد هجر إليها في الفترة بين سنتي (1278 هـ - 1281 هـ) (1861 م – 1864 م) حوالي 500,000 شركسي وعاشوا علي السواحل الشرقية للبحر الأسود، وهناك حوالي 90,000 شركسي في مناطق متعددة من تركيا.

## شركس القرتشاي
أما ولاية قرتشاي الشركسية، فالشركس لايشكلون فيها أكثر من 2,7%  من جملة السكان، وباقي السكان من أعراق أخرى، غير أن الإسلام دين الأغلبية، ورغم أن الإسلام تعرض للعديد من التحديات في هذه المنطقة إلا أنه لا زال يسيطر، ويتبع المسلمون في جمهورية قرتشاي الشركسية الإدارة الدينية لمسلمي شمال القوقاز في محج قلعة.

## المصدر
- الأقليات المسلمة في آسيا وأستراليا - سيد عبد المجيد بكر .